# Marguerite Gachet al piano
Marguerite Gachet al piano es una pintura al óleo sobre lienzo (102,6 × 50 ) realizada en junio de 1890 por el pintor Vincent van Gogh. Se conserva en el Museo de Arte de Basilea.

## Historia y descripción
Van Gogh pasó más de un mes en Auvers-sur-Oise para ser curado por el doctor Gachet y se albergaba en la posada Ravoux. Este cuadro representa a la hija de su amigo, Marguerite (1869-1949) entonces de veintiún años, tocando el piano, en la casa familiar de Auvers-sur-Oise. El doctor Gachet se disgustó al saber que su hija había posado sola para el pintor, al que prohíbe toda amistad entre ellos. Van Gogh quedó muy afectado. El día anterior había pintado a la joven en su jardín, cuadro titulado Mademoiselle Gachet en su jardín de Auvers-sur-Oise y conservado en el Museo de Orsay.